# 故障转移
在计算机术语中，故障转移，即当活动的服务或应用意外终止时，快速启用冗余或备用的服务器、系统、硬件或者网络接替它们工作。
故障转移(failover)与交换转移操作基本相同，只是故障转移通常是自动完成的，没有警告提醒手动完成，而交换转移需要手动进行。
对于要求高可用性和高稳定性的服务器、系统或者网络，系统设计者通常会设计故障转移功能。
在服务器级别，自动故障转移通常使用一个“心跳”线连接两台服务器。只要主服务器与备用服务器间脉冲或“心跳”没有中断，备用服务器就不会启用。为了热切换和防止服务中断，也可能会有第三台服务器运行备用组件待命。当检测到主服务器“心跳”报警后，备用服务器会接管服务。有些系统有发送故障转移通知的功能。
有些系统故意设计为不能进行完全自动故障转移，而是需要管理员介入。这种“人工确认的自动故障转移”配置，当管理员确认进行故障转移后，整个过程将自动完成。
故障恢復(failback)是将系统，组件，服务恢复到故障之前的組態。
使用虚拟化允许故障转移操作减少对硬件的依赖。